# Stefano Ludovico Straneo
Stefano Ludovico Straneo (también Lodovico) (Turín, 6 de junio de 1902-Milán, 9 de diciembre de 1997) fue un entomólogo, profesor, administrador académico y autor italiano. 
Sus principales campos de interés fueron los escarabajos (Coleoptera), en particular la familia de los escarabajos terrestres (Carabidae, tribu Pterostichinae). Describió 64 nuevos géneros y casi 1200 nuevas especies. Sus colecciones Coleoptera: Carabidae y Paussidae se exhiben en el Museo Cívico de Historia Natural de Milán. Straneo mostró un interés temprano por la biología y comenzó a coleccionar insectos, centrándose finalmente en los escarabajos carábidos. Publicó su primer artículo en 1933 y fue un autor prolífico durante los siguientes 64 años, publicando un total de 239 artículos hasta 1995. 
Straneo recibió la Medalla de Oro italiana al Educador Distinguido en Cultura y Arte en 1972.

## Obras
- 1984 - Dos nuevas especies de Pterostichini (Coleoptera, Carabidae) en las colecciones del Museo de Historia Natural de la Universidad Humboldt de Berlín.
- 1984 - Un nuevo género del Camerun della tribù Pterostichini (Coleoptera Carabidae).
- 1983 - Nuovi pterostichini asiatici (Coleoptera, Carabidae).
- 1984 - Un nuevo Pterostichus dell'Anatolia occidentale (Col., Carabidae).
- 1984 - Playa Sul genere Amolopsa (Coleoptera Carabidae).